# Stowarzyszenie Społeczno-Kulturalne Polaków na Litwie
Stowarzyszenie Społeczno Kulturalne Polaków na Litwie (SSKPL) - pierwsza oficjalna organizacja samopomocowa Polaków na Litwie, powstała po II wojnie światowej. Zainicjowana 5 maja 1988, zarejestrowana 16 czerwca 1988, przekształcona na I Zjeździe SSKPL (15-16 kwietnia 1989) w Związek Polaków na Litwie (ZPL).

## Historia
Na fali pierestrojki jaka nastąpiła w Związku Radzieckim po objęciu stanowiska sekretarza generalnego Komitetu Centralnego Komunistycznej Partii Związku Radzieckiego przez Michaiła Gorbaczowa (11 marca 1985) w poszczególnych republikach radzieckich zaczęły powstawać tak zwane „fronty narodowe”, których celem był osiągnięcie drogą ewolucyjną pełnej niepodległości. Razem z aktywnością narodowości dominujących w republikach, nastąpiło także ożywienie wśród tamtejszych mniejszości narodowych, które starały się bronić przed falą rodzącego się nacjonalizmu i ksenofobii. Na Litwie (wtedy Litewska SRR) sytuacja polskiej mniejszości była specyficzna. Według danych spisu z 1989 roku, w skali całej republiki stanowili oni 7,02% wszystkich mieszkańców. Jednak w rejonie wileński, otaczającym stolicę republiki Wilno, Polacy byli większością (63,54% mieszkańców).  W sąsiadującym od południa rejonie solecznickim Polacy stanowili zaś 79,55% mieszkańców. W samej stolicy, Wilnie procent Polaków był niższy (18,77%), jednak odpowiadało to liczbie 108 239 osób. Oprócz dominacji na terytorium Wileńszczyzny, gdzie stolica republiki stanowiła wyspę „w polskim morzu”, litewscy Polacy dysponowali od początku lat 50. XX w. rozbudowaną siecią szkół z polskim językiem wykładowym, była wydawana prasa w języku polskim, działały polskie zespoły folklorystyczne, jak zespół „Wilia” i teatry amatorskie. W litewskim radiu i telewizji były nadawane godzinne audycje w języku polskim. Silna pozycja Polaków w republice była kontestowana przez nielicznych, acz bardzo aktywnych działaczy budzącego się litewskiego ruchu narodowego. Ponieważ istniało szereg instytucji, łącznie z Kościołem, gdzie spotykali się Polacy, kwestia postawy niektórych działaczy litewskich stała się tematem wielu dyskusji. Na tej fali grupa osób, w której składzie znaleźli się: doc. Jan Ciechanowicz (filozof), Ryszard Maciejkianiec (pracownik partyjny KPL), Zygmunt Mackiewicz (biolog), Krystyna Marczyk (dziennikarka „Czerwonego Sztandaru”), Henryk Mażul (dziennikarz „Czerwonego Sztandaru”), Romuald Mieczkowski (dziennikarz radiowy), Ludwik Młyński (pedagog), Wojciech Piotrowicz (dziennikarz radiowy), Jan Sienkiewicz (dziennikarz „Czerwonego Sztandaru”), Władysław Strumiło (dziennikarz radiowy), Jerzy Surwiło (dziennikarz „Czerwonego Sztandaru”) i Zdzisław Tuliszewski (prawnik), zainicjowała 5 maja 1988 powołanie polskiego stowarzyszenia, które zajmie się obroną praw polskiej mniejszości na Litwie. Mimo niewielkiego nagłośnienia w zebraniu założycielskim organizacji uczestniczyło ponad 300 osób. Na przewodniczącego Zarządu Głównego utworzonego Stowarzyszenia Społeczno-Kulturalnego Polaków na Litwie wybrano dziennikarza Jana Sienkiewicza. Stowarzyszenie nie było do końca samodzielną organizacją, gdyż zarejestrowane zostało 16 czerwca 1988 przy Litewskim Funduszu Kultury (Lietuvos kultūros fondas) założonej rok wcześniej, pierwszej po wojnie organizacji społecznej na Litwie zajmującej się wspieraniem badań nad dziedzictwem kultury litewskiej. W statucie SSKPL, w rozdziale II, §7 wskazano najważniejsze cele organizacji (wybrane punkty):
1. „krzewienie i popieranie języka i kultury polskiej, kształtowanie świadomości narodowej Polaków na Litwie – w imię ich nieskrępowanego funkcjonowania i rozwoju na równi z innymi językami i kulturami narodowymi
2. prezentacja i szeroka popularyzacja osiągnięć Polaków na Litwie we wszystkich dziedzinach życia społecznego republiki, jak też przybliżenie im kultur innych narodów;
3. zacieśnianie więzi kulturalnych z PRL w celu kształtowania obywatelskich postaw w duchu patriotyzmu i internacjonalizmu;
4. wszechstronne zapoznanie Polaków na Litwie z życiem narodu polskiego, jego historią, kulturą, nauką, literaturą, sztuką i twórczością ludową;
5. przeciwstawianie się wszelkiego rodzaju nacjonalistycznym przesądom, uprzedzeniom, stereotypom, utrudniającym wzajemne zrozumienie i harmonijną współpracę między obywatelami republiki;
6. wszechstronne popieranie polskojęzycznego szkolnictwa oraz działalności innych placówek kulturalno-oświatowych;
7. upamiętnianie czynów kombatantów, propagowanie tradycji wspólnych walk narodowo-wyzwoleńczych i ruch rewolucyjnego, pielęgnowanie pamięci historycznej”[7].

W pozostałych punktach określających cele stowarzyszenia jest mowa o działaniach na rzecz awansu kulturalnego Polaków mieszkających na wsi, prowadzeniu badań i publikacji materiałów z zakresu polskiej etnografii na Litwie, ochrony i konserwacji polskich zabytków, popierania polskiej twórczości literackiej i ich publikacji, wydawania własnego czasopisma społeczno-kulturalnego w języku polskim czy utworzenie w Wilnie ośrodka kulturalnego o zasięgu regionalnym.
Ze względu na swoją afiliację oraz ograniczone możliwości oficjalnego działania jakie dawała pierestrojka SSKPL początkowo skupiło się na działalności kulturalno-oświatowej. Już w sierpniu 1988 roku doprowadzono do wysłania do Polski na studia grupy osiemnastu maturzystów ze szkół polskich na Litwie. W dniach 16-27 grudnia 1988 roku zorganizowano cykl różnych imprez kulturalnych poświęconych pamięci Adama Mickiewicza. Od stycznia do kwietnia 1989 roku Jan Ciechanowicz odbył cykl publicznych wykładów poświęconych znanym Polakom działającym na niwie kultury i nauki na terenie Litwy, Białorusi, Ukrainy i Rosji. W dniach 27-29 stycznia 1989 roku zorganizowane zostały także I Zimowe Igrzyska Polaków na Litwie, których gościem honorowym był znany polski skoczek narciarski Stanisław Marusarz. W igrzyskach tych uczestniczyli także Polacy z Łotwy i Ukrainy, gdzie też powstały polskie stowarzyszenia mniejszościowe. W trakcie Igrzysk powstał kolejny pomysł, organizacji zlotu turystycznego Polaków na Litwie, który zrealizowano ostatecznie w czerwcu 1989 roku. Od września 1988 roku na łamach dziennika „Czerwony Sztandar” zaczęto publikować swoisty biuletyn SSKPL, w postaci rubryki: „Serwis informacyjny Stowarzyszenia Społeczno-Kulturalnego Polaków na Litwie”, gdzie członkowie tworzonych lawinowo kół i oddziałów informowali o swoich działaniach. 
Sytuacja na Litwie rozwijała się jednak dynamicznie, w powstałym w czerwcu 1988 roku Litewskim Ruchu na Rzecz Przebudowy Sajudis coraz częściej zaczęli dochodzić do głosu działacze o poglądach nacjonalistycznych co też miało wpływ na ogólny charakter tej organizacji. Polacy chcąc nawiązać bliższą współpracę z Sajudisem wyznaczyli dwóch delegatów z SSKPL na zjazd założycielski tej organizacji (22-23 października 1988), którymi byli Zygmunt Mackiewicz i Stanisław Walukiewicz. Ze względu na brak wyraźnej chęci współpracy z Polakami ze strony Sajudisu, ostatecznie niewielu Polaków zaangażowało się w prace tego ruchu. Ponieważ Sajudis, który powoli zaczął mieć decydujący wpływ na politykę władz republiki skupił się jedynie na walce o odbudowę litewskiej suwerenności, a zapominał o mniejszościach narodowych tam zamieszkujących, zaczęły powstawać napięcia na linii Litwini – mniejszości narodowe. Szczególnie ostro objawiały się one w stosunku do Polaków. Taka sytuacja zmusiła Polaków do reorganizacji stowarzyszenia z organizacji działającej w sferze kultury, w samodzielne ciało mogące działać otwarcie w obronie Polaków mieszkających na Litwie. W ten sposób doszło w dniach 15-16 kwietnia 1989 roku, na I Zjeździe SSKPL do przekształcenia tej organizacji w Związek Polaków na Litwie.